# 1651
1651 је била проста година.

## Догађаји

### Јануар
- 1. јануар — Чарлс II крунисан као краљ Шкотске

### Датум непознат
- Википедија:Непознат датум — Томас Хобс објављује свој политичко-филозофски спис "Левијатан".

## Смрти

### Јануар
- Википедија:Непознат датум — Преподобни Васијан и Јона - хришћански светитељи.